# 淝水之戰
淝水之戰，又稱肥水之戰，發生於东晋太元八年（前秦建元十九年）（383年），前秦出兵伐晋，於淝水（今安徽省淮南市寿县東南方）交戰。最終，東晉僅以七萬餘軍力大勝号称八十餘萬前秦軍，是中国历史上著名的以少胜多的战例，确定了南北朝时期长期分裂的格局。

## 戰爭起源
前秦寿光三年（357年）六月，秦主苻生欲除東海王苻坚，苻坚先下手为强，誅殺苻生，自立为大秦天王（不称皇帝）。 苻堅重用漢人王猛之後前秦國力大增，在相當短的時間之內東滅前燕，南取梁（漢中）、益二州，北併吞鮮卑拓跋氏之代國，西方兼併前涼，遠征西域，一統北方。王猛在死前一直阻止苻堅的南進政策，且勸苻堅不要攻擊東晉王朝，因為他認為前秦的國力雖比東晉強，但由於前秦剛剛才統一北方，時機未成熟，加上東晉有長江天險。王猛死後七年，苻堅認為時機成熟，決定攻擊東晉。前秦许多大臣都表示反对，一心希望儘早統一南北的苻堅說：「區區長江天險算什麼？我擁有百萬大軍，只要我一聲令下，叫士兵們把皮鞭投入長江，足可斷掉流水了！」此為成語「投鞭斷流」之典故。

## 兵力比較
- 前秦：

羽林軍三萬人，發良家子弟富有武藝者組成。這是一支長安等地富人的質子軍，只能置苻堅中軍以備侍從儀衛，沒有戰鬥力量。
前鋒軍二十五萬人左右，由苻融率領，渡淮攻陷壽陽。前鋒所部諸軍，有的遠出作戰，如慕容垂、慕容暐率部數萬，馳赴鄖城。所以在壽陽之兵，確數難以估計，或有十餘萬眾，其中氐人當不甚多。前鋒與主力懸隔，沒有可靠的後續力量，只能單獨作戰。事實上，真正在淝水之戰中，與東晉北府兵交鋒的，僅僅只有這20~25萬人左右。
根據戰前戰后前秦軍隊的表現來看，此部很大數量的兵卒很可能都是臨時迫發之卒，即前文所述“人十丁遣一兵”所招募的軍隊。淝水之戰后苻堅北逃的過程中，駐紮項城的大軍沒有任何軍事行動。據此可以推斷，苻堅率領的大部分戎卒，在項城並未完成集結，大部分尚在行軍途中。
第三路為來自河北山東等地的幽冀兵團，主將不詳。這部分軍隊開赴彭城。但所有史料都未記述幽冀兵在淝水之戰中發揮過什麼作用。幽州、冀州為前燕故地，是十六國時期北方重要的兵源所在地。按常理幽冀兵應該是一支很強的武裝力量，早年滅代之役中，幽冀兵曾充當主力。淝水之戰前夕，謝玄等人率領八萬北府兵由淮南及廣陵、京口一帶，自東向西開赴淝水前線，絲毫無視來自彭城方向的威脅，似乎有些不合常理。合乎邏輯的解釋是，幽冀兵與項城大軍相似，軍隊無法在短時間內完成集結。很可能是三年前的一次叛亂導致了這種情形出現，即公元380年，行唐公苻洛和北海公苻重擁兵十余萬在中山發動叛亂。叛亂被平定后，前秦在幽冀二州的軍力並未得到相應的恢復，從而使前秦在彭城方向無法對東晉的淮南地區形成壓力。
第四路為龍驤將軍姚萇率領的梁州和益州的水陸軍，自長江上游和沔水而下。苻堅將自己早年曾經擔任過的龍驤將軍賜給姚萇，除了表明他對姚萇本人的器重以外，也說明他對姚萇這一路極為重視。如果姚萇能打通荊州一線，攻破桓沖集團，那對整個戰局的意義無法估量。但此部軍隊在巴東遇到東晉守將毛虎生的頑強阻擊，在夏口遇到桓沖荊州集團的主力而止步不前。
第五路為來自隴右的涼州兵團，應屬大將梁熙統轄，因路途遙遠，淝水之戰前，此路只到達咸陽，未能及時抵達戰場。
- 東晉：

8万北府兵

## 经过
373年秦取梁、益二州，以杨安镇成都，毛当镇汉中，姚苌镇垫江，王统镇仇池，东晋军退据巴东。
太元元年〔376年〕，孝武帝司马曜开始亲政，谢安升中书监、录尚书事，总揽朝政，陈郡谢氏成为东晋的最后一个“当轴士族”。同年，苻坚统一了中国北方，前秦与东晋的战争已经临近。当时的东晋，长江上游由桓氏掌握，下游则属于谢氏当政，谢安尽力调和桓谢两大家族关系，以为即将爆发的战争作準备。

### 战前准备
377年，广陵缺乏良将防守，谢安不顾他人议论，极力举荐自己的侄子谢玄出任兖州刺史，镇守广陵，负责长江下游江北一线的军事防守。谢安则自己都督扬州、豫州、徐州、兖州、青州五州军事，总管长江下游。谢玄不负叔父重托，在广陵挑选良将，训练精兵，选拔了劉牢之、何谦等人，并训练出一支在当时的整个中原最具有战斗力的精兵——北府兵。

### 第一阶段：淮南之战
378年四月，前秦征南大将军苻丕率步骑7万人进攻襄阳。苻坚又另派10万多人，分三路合围襄阳，总计投入兵力就是17万。襄阳守将朱序死守近一年后，于太元四年（379年）二月城破被俘。苻坚又派彭超围攻彭城，秦晋淮南之战爆发。谢安在建康布防，又令谢玄率5万北府兵，自广陵起兵，谢玄4战4胜，全歼敌军。谢安因功封建昌县公，谢玄封东兴县侯。

### 第二阶段：淝水之战
當時不在秦統轄之內的，只有偏安東南的東晉。苻堅自恃兵力強大，決心滅東晉，統一全國。公元383年，苻堅發動歷史上有名的淝水之戰。
這時東晉當政的是謝安。謝安頗識大體，使統治階級關係協和，時人把他比之王導而又“文雅過之”（《晉書·謝安傳》）。與之合作者為桓沖：桓沖為中軍將軍，都督揚、豫、江三州諸軍事，揚、豫二州刺史，鎮姑孰。桓沖能顧全大局，雖與謝氏有衝突，但能“盡忠王室”，“忠言嘉謀，每盡力心”（《晉書·桓沖傳》）、“自以德望不逮謝安，故委以內相，而四方鎮扞以為己任”（《晉書·桓沖傳》）。謝安、桓沖一在朝廷，一在上游。當時桓、謝兩家手裡都掌有兵權，兩家合作共處，晉廷自南渡以來，難得政治安定。
淝水之戰的前夕，東晉以北府兵為主力。北府兵是一支精幹強大的軍隊。北府，指的是京口（今江蘇鎮江）；北方兗州、徐州南來的流民，多集中居住京口、常州一帶，東晉朝廷設置了南兗州、南徐州來安置這些僑民。這些來自北方的僑民“人多勁悍”，招募他們為兵，能組成一支勁旅。晉孝武帝太元初，謝玄任兗州刺史，領廣陵相，監江北諸軍事、謝玄就“多募勁勇，牢之與東海何謙等以驍猛應選。謝玄以劉牢之為參軍，領精銳為前鋒，“百戰百勝，號為北府兵。敵人畏之”（《晉書·劉牢之傳》）。
北方流亡到南方的僑民，最初不需負擔租賦徭役。後來為了整頓戶口，使僑民也負擔賦役，曾多次實行土斷。淝水戰前，桓溫主政時實行的一次土斷，歷史上稱作庚戌制（因實施於興寧二年，公元364年，三月庚戌之日），比較徹底，得到“財阜國豐”的效果。后來劉裕實行土斷時的上表中稱：“大司馬桓溫，以民無定本，傷治為深，庚戌土斷，以一其業。於時財阜國豐，實由於此。”（《宋書·武帝紀中》）可見，從財政上看，淝水之戰前也是東晉財力較為充足的時期。
淝水戰前，苻堅曾與他的王公大臣們討論伐晉問題。他首先吐露自己想法，說：“吾統承大業，垂二十載。芟夷通穢，四方略定。惟東南一隅，未賓王化。吾每思天下不一，未嘗不臨食輟餔。今欲起天下兵以討之，略計兵仗精卒，可有九十七萬。吾將躬先啟行，薄伐南裔，於諸卿意何如？”（《晉書·苻堅載記下》）參與朝議的王公大臣，大多反對伐晉：這時王猛已死，苻堅的同母弟征南大將軍苻融，太子苻宏，中心公苻詵，乃至苻堅尊敬的大和尚道安，都反對伐晉。
朝會散后，苻堅獨留苻融商議。《晉書·苻堅載記下》記載：“堅曰：‘自古大事，定策者一兩人而已。群議紛壇，徒亂人意，吾當與汝決之”。融曰：‘歲鎮在斗牛，吳越之福，不可以伐，一也。晉主休明，朝臣用命，不可以伐，二也。我數戰，兵疲將倦，有憚敵之意，不可以伐，三也。諸言不可者，策之上也，願陛下納之。’堅作色曰：‘汝復如此，天下之事吾當誰與言之！今有眾百萬，資仗如山。吾雖未稱令主，亦不為闇劣。以累捷之威，擊垂亡之寇，何不克之有乎？吾終不以賊遺子孫，為宗廟社稷之憂也’。融泣曰：‘吳之不可伐，昭然。虛勞大舉，必無功而反。臣之所優， 作此而已。陛下寵育鮮卑，羌羯布諸畿甸，舊人族類，斥徙遐方。今傾國而去，如有風塵之變者，其如宗廟何？監國以弱卒數萬留守京師，鮮卑羌羯攢聚如林，此皆國之賊也，我之仇也。臣恐非但徒返而已，亦未必萬全。臣智識愚淺，誠不足採，王景略一時奇士，陛下每擬之孔明，其臨終之言，不可忘也’。”苻融所說王猛臨終之言，是：“晉雖僻陋吳越，乃正朔相承。親仁善鄰，國之寶也。臣沒之后，願不以晉為圖。鮮卑羌虜，我之仇也，終為人患。宜漸除之，以便社稷。”王猛、苻融所說晉不可伐的理由有二：一是兵將疲倦，不願再打仗；二是鮮卑羌羯是心腹之患。此二點正是前秦於淝水之戰的敗因。
苻堅滅燕以后，沒有殺害燕主慕容暐和燕國王公大臣，仍讓他們作官，保持著一定的政治地位。他回答苻融說：“今四海事曠，兆庶未寧，黎元應撫，夷狄應和，方將混六合以一家，同有形於赤子，汝其息之，勿懷耿介”（《晉書·苻堅載記》）。然而苻堅沒有想到，被征服的各族的貴族並不滿足於現有地位，這點為他後來的敗北埋下了伏筆。
晉孝武帝太和八年（383）五月，桓冲傾十萬荆州兵伐秦，以牽制秦军，减輕其對下游的壓力。
七月，苻堅下詔、大舉攻晉。民每十丁抽出一丁當兵。良家子年二十以下有材勇者，皆拜羽林郎。八月，以苻融為前鋒都督，指揮慕容垂等步騎二十五萬先行，苻堅隨後繼發，共有戎卒六十余萬及騎兵二十七萬，旗鼓相望，隊伍綿延千里。九月，苻堅到達項城，而涼州之兵剛到咸陽，巴蜀之兵在此時方順流而下，冀之兵至於彭城，隊伍水陸齊進。運糧的船隻數以萬計，自河經石門，汴水、蒗薚渠前往汝潁。苻融則率兵三十萬，先到潁口（今安徽潁上東南，潁水入淮處）。
東晉以謝石為征討大都督，謝玄為前鋒都督，與將軍謝琰，桓伊等率眾八萬，以北府兵為主力，北上抗擊秦軍。
十月，秦軍渡過淮水，攻陷壽陽（今安徽壽縣）。晉朝派去援助壽陽的胡彬水軍，聽聞壽陽失陷，退守硤石。苻融命將軍梁成帥大軍五萬進攻洛澗，載斷淮水通路，意在截斷胡彬的退路，也使晉軍不得從淮水水路西進。謝玄大軍自東而西推進，在到達洛澗以東二十五里處停止前進。胡彬派人給謝玄送信說：“今賊盛，糧盡，恐不復見大軍。”（《資治通鑒》卷一○五晉孝武帝太元八年，下同）送信人被秦軍捉去。苻融趕快送信給苻堅說：“賊少易擒，但恐逃去，宜速赴之。”苻堅見信，留大軍於項城，帶輕騎八千，趕到壽陽。
十一月，謝玄遣劉牢之帥精兵五千人赴洛澗。梁成隔洛澗佈陣以待。劉牢之渡水進擊，大破梁成軍，殺了梁成，劉牢之一战成名。秦步騎崩潰，爭赴淮水，士卒死者一萬五千人。於是謝石大軍，水路俱進，迫臨淝水。
苻堅和苻融登壽陽城東望，見晉軍布陣嚴整，又望八公山上草木，皆以為晉兵。苻堅開始有懼色，回頭對苻融說：“此亦勁旅，何謂弱也！”
苻堅派朱序去晉軍大營，勸說謝石投降。朱序原是東晉襄陽太守，到了晉營，不但不勸說謝石投降，反給謝石劃策，說：“若秦百萬之眾盡至，誠難與為敵。今乘諸軍未集，宜速擊之。若敗其前鋒，則彼已奪氣，可遂破也。”
秦軍緊靠著淝水西岸布陣，晉軍進到淝水東岸，與秦軍隔水相峙。謝玄派人對苻融說：“君懸軍深入，而置陣逼水，此乃持久之計，非欲速戰者也。若移陣少卻，使晉兵得渡，以決勝負，不亦善乎！”秦的將軍們都說：“我眾彼寡，不如遏之，使不得上，可以萬全。”苻堅說：“但引兵少卻，使之半渡。我以鐵騎蹙而殺之，蔑不勝矣。”苻融也同意這個主意。苻融指揮軍隊稍退。哪知大軍一退，便收不住了。謝玄等領晉軍渡水，沖殺過來。苻融想攔阻退兵，不想馬倒，死在亂兵之中。朱序又乘機在陣后大呼：“秦軍敗矣！”苻融一死，秦軍大慌，又聽得秦軍已敗，一發不可收拾。晉軍從後追殺，直追出三十多里。秦軍自相蹈藉而死者，蔽野塞川。逃奔的兵卒，聞風聲鶴唳，皆以為晉兵且至，晝夜不敢息，重以“飢凍，死者十七八”。晉軍收復壽陽。苻堅中流矢，只帶領少數人退回淮北。朱序等原東晉降将也回到了東晉，而战前轻视谢安的桓沖则不久之后慚愧而亡。
淝水之戰，以秦軍的大敗結束，苻堅有很多失誤之處，叹言“悔不听王景略阳平公之言”。

## 影響

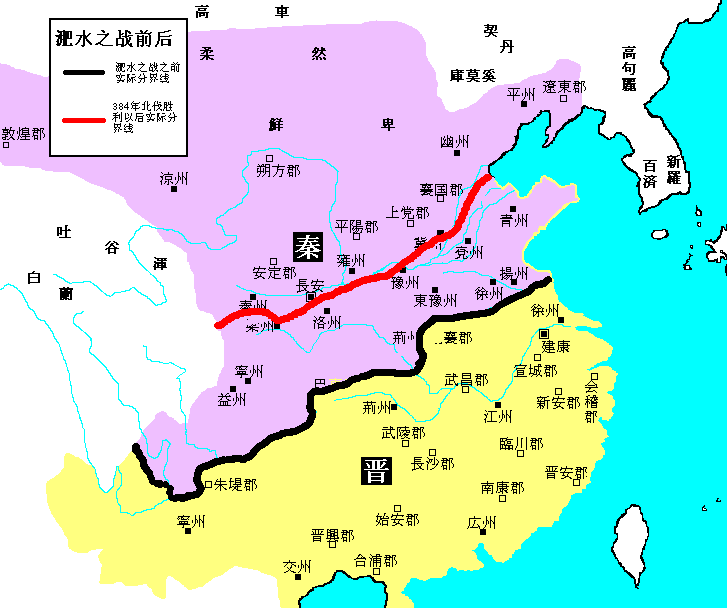
淝水之战到北伐时期的南北形势图，图中黑线为淝水之战之前双方实际控制区域分界线，红线为北伐胜利到谢安去世时期的双方实际控制区域分界线

### 戰後的中國
中國南北分立的局面繼續維持。东晋乘胜北伐，收回黄河以南故土，但不久，因丞相谢安去世和前线主帅谢玄退隐而转为守势。前秦元氣大傷，苻堅於公元385年被羌族姚萇所殺，各族紛紛獨立，中国北方重新陷入分裂混亂的局面，先後成立了十國，直到439年北魏才重新統一北方。而東晉則延續了數十年，直至420年被劉裕篡位，改國號為宋；中国的南北朝时代开始。南朝一直持续到589年，才被隋文帝楊堅統一，建立了隋朝。

## 衍生成語
這場戰役為后世帶來了多个四字成語：「投鞭斷流」、「草木皆兵」、「風聲鶴唳」、「踉踉跄跄」，「小儿破贼」，「謝安折屐」，「围棋赌墅」，「东山再起」。

### 投鞭斷流
投鞭斷流：當苻堅決定南侵東晉時，遭朝中大臣勸諫，指出東晉由漢族人建立，受國人擁戴；而且有長江天險，不易攻下，但驕傲的苻堅卻不屑地回應：「我坐擁百萬大軍，只要我一聲令下，所有士兵把他們的鞭投入區區長江，足可把江水斷流，長江天險還有什麼好怕的？」後人以「投鞭斷流」形容軍隊陣容鼎盛，或實力強大的機構人才輩出等。
出處：「以吾之眾旅，投鞭於江足斷其流。」典出《晉書·卷一一四·苻堅載記下》。

### 草木皆兵
草木皆兵：前秦的先頭部隊在洛澗附近被晉軍偷襲，被擊敗得潰不成軍，不但令秦兵士氣受挫，亦令一向驕傲的苻堅信心動搖。他得知晉軍正向壽陽前進，便和苻融登上壽陽城頭觀察晉軍動靜。他看見對岸的晉兵，排列整齊，戰船密佈，心中覺得晉兵訓練有素，惡戰難免，一改一直以來可以輕勝的想法。在由驕傲轉為動搖的心態之下再望向北面的八公山，山上長滿無數草木，北風吹過，草木晃動，心理作用影響下感覺就像無數士兵在運動，即時大驚地跟苻融說道：「晉兵是一支多麼強大的對手，你怎麼說他們是弱旅？」後來，人們以「草木皆兵」形容人神經過敏及疑神疑鬼。
出處：語本《晉書·卷一一四·苻堅載記下》：「堅與苻融登城而望王師，見部陣齊整，將士精銳。又北望八公山上草木，皆類人形，顧謂融曰：『此亦勍敵也！何謂少乎？』憮然有懼色。」

### 風聲鶴唳
風聲鶴唳：前秦苻堅的軍隊在淝水一戰中大敗，苻融戰死；苻堅中箭，率領餘兵拚命逃回北方。當他們聽到風吹過的聲音及飛鶴的鳴叫，都以為是晉兵仍在後窮追不捨，於是他們日夜逃跑，飢寒交迫，結果當他們回到北方時，百萬大軍已失去了十之七八。後人便以「風聲鶴唳」形容人在受過刺激後，心靈變得脆弱不堪，一旦風吹草動都會受不了，或者亦可形容岌岌可危的處境。
出處：典出《晉書·卷七十九·謝安傳》。

### 踉踉跄跄

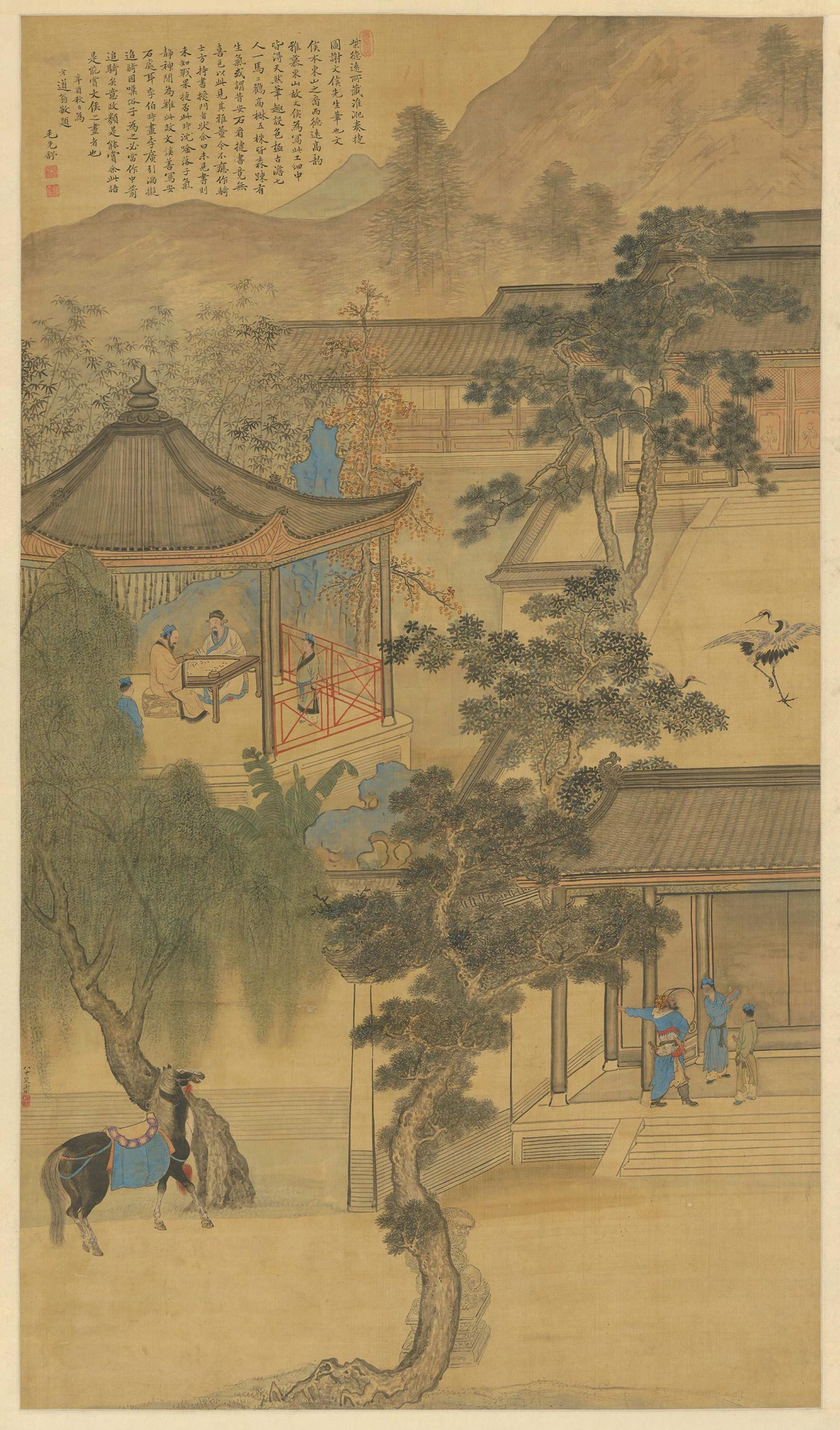
淮淝奏捷图

踉踉跄跄：淝水之战晋军收复寿阳，谢石和谢玄派飞马往建康报捷。当时谢安正跟客人在家下棋。他看完了谢石送来的捷报，不露声色，随手把捷报放在旁边，照样下棋。客人知道是前方送来的战报，忍不住问谢安：“战况怎样？”谢安慢吞吞地说：“孩子们到底把秦人打败了。”客人听了，高兴得不想再下棋，想赶快把这个好消息告诉别人，就告别走了。谢安送走客人，回到内宅去，他的兴奋心情再也按捺不住，跨过门槛的时候，踉踉跄跄的，把脚上的木屐的齿也碰断了。这是著名的典故“折屐齿”的来历。
出處：典出《晉書·卷七十九·謝安傳》。

## 其他
著名田園詩人陶潛（即陶淵明），年方幼。淝水之戰爆發時正好替生病的父親去藥鋪取藥，於街道上聽得，立即回家向父母報告，陶父聽完大驚，忙問朝廷派誰迎戰，陶潛說是謝安，陶父這才放心。

## 類似之著名戰役
- 波希戰爭（第二次）

## 相關鏈接
- 林園廣應廟(王公廟) （页面存档备份，存于）